# Il Federale
Il Federale (De uitslover) is een Italiaanse komische film in zwart-wit uit 1961, met Ugo Tognazzi, Georges Wilson en Mireille Granelli in de hoofdrollen. Deze satire op het  Italiaanse fascisme werd geregisseerd door Luciano Salce. Het is de eerste film waarvoor Ennio Morricone de muziek schreef.

## Verhaal
Italië tijdens de Tweede Wereldoorlog. De geallieerden rukken op naar Rome. Iedereen verwacht spoedig de val van het fascistische regime, behalve de naïeve sergeant Primo Arcovazzi (Ugo Tognazzi). Hij krijgt de opdracht om professor Ermino Bonafé (Georges Wilson) te arresteren, die door het verzet is aangewezen om eerste minister te worden in de nieuwe regering na de bevrijding. Als Arcovazzi in zijn opdracht slaagt zal hij bevorderd worden tot officier (Federale) in het fascistisch leger. Dat gaat niet van een leien dakje; de professor ontsnapt meer dan eens en Arcovazzi moet zich uitsloven om hem alsnog met zijn gammele motorfiets naar Rome te brengen. Tijdens hun dolle avonturen ontstaat er zowaar een band tussen de professor en zijn niet zo snuggere tegenstander.
Wanneer ze in Rome aankomen is de stad al door de geallieerden bevrijd. De domme Arcovazzi denkt eerst dat de geallieerden krijgsgevangenen zijn van de Duitsers. In zijn nieuwe fascistische uniform van "Federale" paradeert hij door de stad en wordt aangevallen door een menigte die hem dreigt te lynchen. De professor wil dat echter niet laten gebeuren en hij slaagt er op het nippertje in om Arcovazzis leven te redden.

## Rolverdeling
- Ugo Tognazzi: Primo Arcovazzi
- Georges Wilson: Professor Erminio Bonafé
- Stefania Sandrelli: Lisa
- Gianrico Tedeschi: Arcangelo Bardacci
- Mireille Granelli; Rita Bardacci
- Elsa Vazzoler: Matilde Bardacci
- Gianni Agus: Fascistische Capo van Cremona
- Luciano Salce: Duits officier
- Renzo Palmer: Partizaan Taddei